# Francisco Henriques
Francisco Henriques (fallecido en 1518) fue un pintor flamenco de estilo gótico tardío, activo en Portugal a comienzos del siglo XVI.
Poco se conoce de su vida, pero consta que llegó a Portugal en torno a 1500 procedente de Brujas, donde pudo haber sido discípulo de Gérard David. Su primer trabajo en Portugal parece haber sido el retablo mayor de la Catedral de Viseu, actualmente en el Museo Grão Vasco de Viseu, del que se encargó entre 1501 y 1506 al frente de un taller en el que participaba Vasco Fernandes siendo todavía un joven aprendiz. 
Trabajó entre 1503 y 1508 en la ejecución de un políptico de considerables dimensiones para la capilla mayor de la iglesia de San Francisco de Évora, para la que también realizó en los años siguientes los retablos de las naves laterales. Estas pinturas se encuentran actualmente repartidas entre diversos los museos de Évora, Museo Nacional de Arte Antiguo de Lisboa y Casa Museo dos Patudos en Alpiarça.
Murió en Lisboa en 1518, víctima de una epidemia de peste.